# Wergiton do Rosario Calmon
Wergiton do Rosario Calmon (Rio de Janeiro, 28 september 1988) – bekend als Somália – is een Braziliaans voetballer die bij voorkeur als rechtsback speelt. Hij tekende in 2020 bij Ferencvárosi TC.

## Clubcarrière
Somália begon zijn carrière bij Bangu AC, dat hem uitleende aan Resende FC, Madureira EC en Paraná Clube. In 2011 werd hij verhuurd aan het Hongaarse Ferencváros. Hij maakte vier doelpunten in twaalf competitieduels in zijn eerste seizoen waarna de Hongaarse topclub besloot om hem definitief over te nemen. In augustus 2015 tekende hij bij Toulouse FC. Op 15 augustus 2015 debuteerde Somália in de Ligue 1 tegen SM Caen.